# Hypogrammodes ocellata
Hypogrammodes ocellata är en fjärilsart som beskrevs av J. Peter Maassen 1890. Hypogrammodes ocellata ingår i släktet Hypogrammodes och familjen nattflyn. Inga underarter finns listade i Catalogue of Life.